# Philip Russell
Philip St. John Russell, FRS, (* 25. März 1953 in Belfast, UK) ist ein britischer Physiker. Er ist Direktor Emeritus am Max-Planck-Institut für die Physik des Lichts und wissenschaftliches Mitglied der Max-Planck-Gesellschaft.

## Leben
Russell promovierte 1979 mit einer Arbeit über Volumenholographie an der Universität Oxford, wo er seit 1976 studierte und seit 1978 Junior Research Fellow des Oriel College  war. Ab 1982 forschte er als Postdoc und Stipendiat der Alexander-von-Humboldt-Stiftung an der Technischen Universität Hamburg-Harburg. 1986 wechselte er an die Abteilung für Faseroptik der Universität Southampton und fokussierte seine Arbeit auf sein Konzept für Photonische Kristallfasern. Diese Arbeiten führte er an der Universität Bath von 1996 bis 2005 fort und gründete dort die Gruppe für Photonik und Photonische Materialien (PPMG). Im Oktober 2005 wurde Russell als einer von drei Direktoren der sich im Aufbau befindlichen Max-Planck-Forschungsgruppe Optik, Information und Photonik der Max-Planck-Gesellschaft am Institut für Optik, Information und Photonik der Universität Erlangen-Nürnberg in eine W3-Professur berufen. Aus der Forschungsgruppe heraus wurde 2009 das neue Max-Planck-Institut für die Physik des Lichts gegründet.

## Wirken
Ab 1976 promovierte Russell über optische Eigenschaften periodisch strukturierter Materialien an der Universität Oxford. Auf dieser Basis griff er die, von Eli Yablonovitch und Sajeev John 1987 angestellten Überlegungen hinsichtlich einer Bandstruktur für Lichtwellen auf, ähnlich dem physikalischen Erklärungsmodell der Energiebänder in Festkörpern. Die praktische Realisierung dieser Theorie würde, so die Folgerung, durch eine periodische Strukturierung des Brechungsindex erreicht werden. Erste Versuche Russells 1991, sogenannte Photonische Kristallfasern (PCF) herzustellen waren zunächst nicht erfolgreich. Die ersten, durch den Glas-Luft-Brechungsindex-Effekt, wie theoretisch vorhergesagt, Licht leitende Glasfasern konnte Russell 1995 herstellen. Seitdem arbeitet er sowohl an der Universität Bath als auch an der Max-Planck-Forschungsgruppe an der Universität Erlangen-Nürnberg an der Verbesserung und Fortentwicklung dieser Glasfasern, an deren Anwendungen unter anderem für die Generierung besonders breiter Superkontinua aus Lasern, optische Applikationen, Sensorik und im Rahmen eines Projektes der Körber-Stiftung für biophysikalische Experimente.
- 2000 wurde ihm für die Erfindung der Photonischen Kristallfaser der Joseph Fraunhofer Award/Robert M. Burley Prize der Optical Society of America verliehen.
- 2002 gewann er den Preis der Abteilung Angewandte Optik des britischen Institute of Physics.
- Russell ist Träger des Royal Society/Wolfson Research Merit Award.
- 2005 Young-Medaille
- 2005 Körber-Preis für die Europäische Wissenschaft[1]
- 2005 wurde er zum Mitglied der britischen Royal Society (FRS) gewählt.[2]
- 2005 wurde ihm der Körber-Preis für seine Arbeiten zu den Photonischen Kristallfasern (PCF) verliehen.
- 2005 übernahm Philip Russell als dritter Direktor die Leitung von Abteilung 3 der Max-Planck-Forschungsgruppe Optik, Information und Photonik an der Universität Erlangen.
- 2014 Berthold Leibinger Zukunftspreis
- 2018 Rank Prize für Optoelektronik[3]

## Veröffentlichungen
- Photonic Crystal Fibers. In: Science. Band 299, 2003, S. 358–362
- Photonic Crystal Fiber. Finding the Holey Grail. In: Optics & Photonics News. Band 18, 2007, S. 26–31
- Photonic Crystal Fibers. A Historical Account. In: IEEE Lasers & Electro-Optics Society Newsletter. Band 21, 2007, S. 11–15
- Patent  US6990282B2: Photonic crystal fibers. Angemeldet am 1. Oktober 2002, veröffentlicht am 24. Januar 2006, Anmelder: Crystal Fibre AS, Erfinder: Philip St. John Russell et al.‌